# Geoffroi III de Joigny
Geoffroi III de Joigny (né vers 1055, † vers 1081) est comte de Joigny, en Champagne. Il est probablement le fils de Geoffroi II de Joigny, Comte de Joigny (le nom de sa mère est inconnu).

## Biographie
Il devient comte de Joigny à la mort de son père vers 1080.
Il serait décédé peu après sans postérité, laissant le comté de Joigny à son frère Renard II de Joigny.

## Mariage et enfants
Il n'a pas d'épouse ni de postérité connus.

## Sources
- Marie Henry d'Arbois de Jubainville, Histoire des Ducs et Comtes de Champagne, 1865.
- l'abbé Carlier, Notice sur les comtes de Joigny, 1862.
- Ambroise Challe, Histoire de la ville et du comté de Joigny, 1882